# چارلز ون
چارلز ون (انگلیسی: Charles Venn؛ زادهٔ ۲۴ ژوئن ۱۹۷۳) بازیگر اهل انگلستان است.
از فیلم‌هایی که وی در آن نقش داشته است، می‌توان به ایست‌اندرز، حادثه، اولتیماتوم بورن، شوالیه تاریکی، بازگشت به خانه روی تپه جن‌زده و روز سنت جرج اشاره کرد.